# غرموشا (رستاق)
غرموشا (بالفارسية: گرموشا) هي قرية تقع في إيران في Rostaq Rural District.